# Mariel Hemingway
Mariel Hemingway (født 22. november 1961) er en amerikansk tv- og filmskuespiller.

## Opvækst
Hemingway blev født i Mill Valley, Californien som den tredje datter af Byra Louise (født Whittlesey) Hemingway og hendes mand Jack Hemingway, en forfatter. Hendes søstre er Joan Hemingway (født 1950) og Margaux Hemingway (født 1954). Margaux arbejde som skuespiller og model, døde af en overdosis barbiturater i 1996 i en alder af 42 år. Hendes bedsteforældre på fars side var Hadley Richardson og den berømte forfatter Ernest Hemingway, som Mariel aldrig mødte, fordi han begik selvmord flere måneder før hun blev født. Hemningway blev opkaldt efter den cubanske havneby Mariel, en landsby, som hendes far og bedstefar regelmæssigt besøgte som professionelle fiskere.
Hemingway voksede mest i Ketchum, Idaho, hvor hendes far boede, og hvor hendes bedstefar også havde brugt meget tid som atlet og forfatter. Mariel brugte også en del af sin vækst i New York City, New York og i Los Angeles, Californien.

## Karriere
Hemingways første rolle som skuespiller var med Margaux i filmen Lipstrick fra 1976. Filmen blev ikke betragtet som særlig god, men Mariel blev nomineret som bedste nykommer til Golden Globe Award. Hemingways mest berømte rolle var i instruktøren Woody Allens film Manhattan fra 1979, hvilket er en romantisk komedie. Mariel var kun seksten år gammel under filmoptagelsen, og hun blev nomineret til en Oscar for bedste kvindelige birolle. I 1982 spillede Mariel en hækkeløber i Personal Best; en film kendt for sin eksplicitte kærlighedsscener mellem to lesbiske kvinder.
I 1983 kom det frem at Hemingway havde fået forstørret sine bryster for at spille rollen som en Playboy-model. Hendes implantater blev fjernet i 1980'erne, fordi de havde revnet. Hemingway blev også omtalt i Superman IV - kampen for fred i 1987 som karakteren Lacy Warfield. Hemingway har spillet enten en homoseksuel eller biseksuel kvinde i flere film- og tv-shows, herunder, Personal Best, The Sex Monster, In Her Line of Fire, og i flere episoder af tv-serien Roseanne (Do not Ask, Do not Tell og December Bride) og Crossing Jordan.
Hemingway har i flere interviews bekræftet, at hun er heteroseksuel og samtidig har en stærk forbindelse med LGBT-miljøet.

## Privatliv
Hemingway har været gift siden 9. December 1984 med Stephen Crisman. De har to døtre sammen: Model Dree Hemingway (født 1987) og Langley Fox (født i 1989) Fra begyndelsen af 2011 var Hemingway romantisk involveret i Bobby Williams.